# Saint-Denis-en-Val
Saint-Denis-en-Val là một xã của tỉnh Loiret, thuộc vùng Centre-Val de Loire, miền trung nước Pháp.